# Chris Froome
Christopher Froome (født 20. maj 1985 i Nairobi) er en professionel britisk cykelrytter. Han cykler for Israel-Premier Tech. Froome er født i Kenya men flyttede med sin familie til Sydafrika som teenager. I 2008 skiftede han til britisk statsborgerskab.
Chris Froome har vundet Tour de France fire gange (2013, 2015, 2016 og 2017). I 2017 vandt han både Tour de France og Vuelta a España, som første mand siden 1978, og den eneste efter at Vueltaen flyttede fra april til september.
Han gjorde sig specielt bemærket i Tour de France 2008, da han klarede sig overraskende godt i Alperne sammen med holdkammeraten John-Lee Augustyn. Chris Froome blev nr. 2 samlet i Tour de France 2012, hvor hans kaptajn Bradley Wiggins vandt, og der blev rejst tvivl om,[kilde mangler] hvorvidt Froome egentlig var stærkere end sin kaptajn. Samme år vandt Froome olympisk bronze i enkelstart og blev nr. 4. samlet i Vuelta a España - hvor han året forinden var blevet nr. 2 samlet. I Tour de France 2013 vandt Chris Froome, som kaptajn på Team Sky, det samlede løb - et løb som han og Team Sky i høj grad dominerede.[kilde mangler] I 2014-udgaven udgik han efter et styrt på 5. etape,[kilde mangler] dog genindtog Froome Tour-tronen i 2015-udgaven.

## Vigtige sejre
2005
Nr. 1 2. etape Mauritius Rundt
2006
Nr. 1 Samlet Mauritius Rundt
Nr. 1 2. etape
Nr. 1 3. etape
2007
Nr. 1 Samlet Mi-Août Bretonne
Nr. 1 5. etape Giro delle Regione (Under 23)
Nr. 1 6. etape Japan Rundt
Nr. 2 Berg en Dale Classic
Nr. 2 Enkeltstart, Verdensmesterskabet (Elitegruppe B)
Nr. 3 Panafrikanske lege – 150 km landevej
2008
Nr. 2 Samlet Giro del Capo
2009
Nr. 1 Dag 2 Giro del Capo
Nr. 1 Anatomic Jock Race
2010
Nr. 2 Britiske mesterskab i enkeltstart
Nr. 5 Commonwealth Games – enkeltstart
Nr. 9 Samlet Tour du Haut Var
2011
Nr. 1 Samlet Vuelta a España[kilde mangler]
Nr. 1 17. etape
Bar den røde trøje  på 11. etape
Nr. 3 Samlet Tour of Beijing
2012
Nr. 1 7. etape Tour de France,[kilde mangler]
Bar  bjergtrøjen på 7. etape
Nr. 4 Samlet Critérium du Dauphiné
2013
Nr. 1 Samlet Tour of Oman
Nr. 1 5. etape Tour of Oman
Nr. 1 4. etape Tirreno-Adriatico
Nr. 1 Samlet Critérium International[kilde mangler]
Nr. 1 3. etape Critérium International[kilde mangler]
Nr. 1 Samlet Romandiet Rundt[kilde mangler]
Nr. 1 Prologen Romandiet Rundt[kilde mangler]
Nr. 1 Samlet Tour de France
Nr. 1 8. Etape Tour de France[kilde mangler]
Nr. 1 15. Etape Tour de France[kilde mangler]
Nr. 1 17. Etape Tour de France[kilde mangler]

### Grand Tour tidslinje
| Grand Tour | 2008 | 2009 | 2010 | 2011 | 2012 | 2013 | 2014 | 2015 | 2016 | 2017 | 2018 | 2019 |
| ---------- | ---- | ---- | ---- | ---- | ---- | ---- | ---- | ---- | ---- | ---- | ---- | ---- |
| Giro       | -    | 36   | UD   | -    | -    | -    | -    | -    | -    | -    | 1    |      |
| Tour       | 84   | -    | -    | -    | 2    | 1    | UD   | 1    | 1    | 1    | 3    |      |
| Vuelta     | -    | -    | -    | 2    | 4    | -    | 2    | UD   | 2    | 1    |      |      |

UD = Udgået; IG = Igangværende